# Siège du château d'Uehara
Le siège du château d'Uehara est la première des nombreuses étapes entreprises par Takeda Shingen pour s'emparer de la province de Shinano. Le château d'Uehara est contrôlé par Suwa Yorishige avant d'être pris par Shingen.

## Source de la traduction
- (en) Cet article est partiellement ou en totalité issu de l’article de Wikipédia en anglais intitulé « Siege of Uehara » (voir la liste des auteurs).